# Martin Büchel
Martin Büchel (* 19. Februar 1987 in Vaduz) ist ein ehemaliger liechtensteinischer Fussballspieler.

## Karriere

### Vereine
Ab dem Sommer 2006 spielte der Mittelfeldspieler in der U-21 Mannschaft des FC Zürich. In der Saison 2007/08 hatte er zwei Einsätze in der 1. Mannschaft. Zwei Jahre später, im Sommer 2008, schaffte er den Sprung in die erste Mannschaft. In den Jahren 2008 und 2009 kam er für den FC Zürich zu vier Startelfeinsätzen in der Super League und sass bei drei Champions-League-Begegnungen auf der Ersatzbank. In der Rückrunde der Saison 2009/10 spielte er beim Hauptstadtklub FC Vaduz. Im Winter 2011 wechselte er für ein halbes Jahr als Leihgabe nach Spanien zu Deportivo La Coruña B. Ab Januar 2013 war er für den deutschen Fünftligisten FC Unterföhring aktiv und steuerte in der Saison 16/17 vier Tore zum Regionalliga-Aufstieg bei. Im Sommer 2018 wurde Büchel bei seinem ehemaligen Verein FC Zürich einerseits für den medizinischen Staff und andererseits als Nachfolger von Florian Stahel als Routinier für die U21 verpflichtet, kam aber nur zu sechs Einsätzen. Daraufhin wechselte er eine Liga tiefer zu Lokalrivale Red Star. Im Januar 2021 unterschrieb er einen Vertrag bei seinem Jugendklub FC Ruggell, bevor er im November 2021 seine aktive Karriere beendete.

### Nationalmannschaft
Sein Debüt auf internationaler Ebene feierte er bereits mit 17 Jahren im Nationalteam Liechtensteins, als er beim 0:1 im Freundschaftsspiel gegen die Schweiz in der 79. Minute für Franz Burgmeier eingewechselt wurde. Bis November 2021 absolvierte er 92 Länderspiele, in denen er zwei Tore schoss. Er ist der Spieler mit den sechstmeisten Einsätzen im Trikot des Fürstentums.

### Erfolge
- Schweizer Meister: 2009
- Liechtensteiner Cup: 2006, 2010

## Zweite Karriere
Nach seinem Vertragsende im Sommer 2012 beim FC Zürich begann Büchel am Europäischen Colleg für Osteopathie «Holistea» in München sein Studium in Osteopathie, welches er 2017 abschloss. Nach einem Jahr als praktizierender Osteopath in einer Praxis in München kehrte er nach Zürich zurück und wurde bei seinem Stammklub FC Zürich der erste Osteopath bei einem Schweizer Profifussballklub. Zwei Jahre später wechselte er nach einer Weiterbildung in Kinderosteopathie in eine der liechtensteinischen Heimat nahegelegenen Praxis in Buchs.